# Schloss Börln
Das Kurfürstliche Barock- und Jagdschloss Börln (kurz Schloss Börln) ist eine spätbarocke Schlossanlage im Dahlener Ortsteil Börln im Freistaat Sachsen. Das auf den Resten einer Wasserburg ruhende Barockschloss erhielt seine heutige Gestalt im Jahr 1880 unter dem Grafen von Zech-Burkersroda.

## Lage
Börln befindet sich am südwestlichen Rand des Landkreises Nordsachsen. Eingebettet in zahlreiche Felder, Wiesen, Wälder und Teiche, liegt es am Rande der Dahlener Heide. In der Nähe liegen die Gemeinde Wermsdorf (13 km) und die Städte Oschatz (17 km), Wurzen (14 km) und Torgau (23 km). Durch Börln verläuft der Jakobsweg und im Schlosspark sind heute zahlreiche Markierungen mit der markanten Jakobsmuschel zu finden. Zur sächsischen Kreisreform 1994/1996 wechselte Börln zusammen mit Bortewitz und Frauwalde vom Kreis Grimma zum Kreis Oschatz. Seit der sächsischen Kreisreform 2008 gehört Börln zum Landkreis Nordsachsen.

## Geschichte
Schloss Börln ist ein um 1617–1620 für Kurfürst Johann Georg I. von Sachsen (1585–1656) erbautes Jagdschloss. Auf einer Landkarte ist das Fundament des Schlosses im Jahre 1617 bereits eingezeichnet. Schloss Börln entstand auf den Resten einer Wasserburg, die seit mehr als 1000 Jahren von einem Wallgraben umgeben ist. Das Landesmuseum für Vorgeschichte hat dieses Bodendenkmal unter Schutz gestellt. Jedoch wurde die Hälfte kanalisiert und gefüllt.
Bis um 1800 war Schloss Börln ein Wasserschloss. Danach wurde das Gelände Schritt für Schritt innerhalb des Wallgrabens trockengelegt.
Nach 1807 wurde Schloss Börln von seinem damaligen Besitzer Freiherr von Pfister völlig umgebaut. Einen weiteren Umbau erfuhr das Schloss 1880 durch den Grafen von Zech-Burkersroda, als die beiden Flügel entfernt wurden und ein einzelner großer Flügel an der Nordostseite angebaut wurde. Damals erhielt das Schloss die noch heute erhaltenen einzigartigen Sandsteingauben und einen Giebel über dem Haupteingang, der jedoch seit ca. 1930 nicht mehr vorhanden ist. In den folgenden Jahren wurde mehrmals am Schloss gebaut und umgebaut, wodurch es sein heutiges Aussehen erhielt.
Nach dem Zweiten Weltkrieg ging das Rittergut zunächst in die Verwaltung der sowjetischen Armee über, daraufhin richtete man eine Station für Kriegswaisen ein. Unter ihnen waren 20 Kinder, die keinen Namen angeben konnten. Nach Zuführung der Kinder zu ihren Angehörigen wurde das Heim im Sommer 1946 aufgelöst.
Ende der 1940er und Anfang der 1950er Jahre richtete man im Schloss Unterrichts- und Werkräume ein. Parallel zum Schulbetrieb fanden 30 alte und hilfsbedürftige Menschen Aufnahme im Schloss, das damit Alters- und Pflegeheim wurde. Im Jahr 1972 wohnten 70 und 1979/80 130 Senioren im Hause.
Nach der friedlichen Revolution im Jahr 1989 fanden 85 Menschen hier ein Zuhause, im späteren „AWO-Seniorenzentrum Schloss Börln“. Im Jahr 2000 beschloss man, das Schloss Börln nicht mehr als Altenheim zu nutzen und suchte nach einem Käufer für die Schlossanlage. Ende 2002 zogen die Bewohner und Pflegeschwestern in das neuerrichtete „AWO-Seniorenzentrum Dahlen“ ins benachbarte Dahlen.
Am 22. Juli 2003 wurde Schloss Börln an einen privaten Investor verkauft. Die Schlossanlage wird seit diesem Jahr als Familiensitz benutzt. Leider verfällt das Schloss zunehmend weiter da keine Arbeiten zur Sanierung und Erhaltung durchgeführt werden. Seit 2015 engagiert sich ein Freundeskreis für die Wiederherstellung der Parkanlagen.

## Anlage
Auf dem Schlossareal befinden sich neben dem Herrenhaus zwei Kavaliershäuser, ein Holzpavillon sowie das Brunnenhaus und das Heizhaus.
In unmittelbarer Nachbarschaft liegt die Kirche, das Gutspächterhaus, ein Eiskeller sowie die ehemalige Orangerie.

### Herrenhaus (Hauptgebäude)

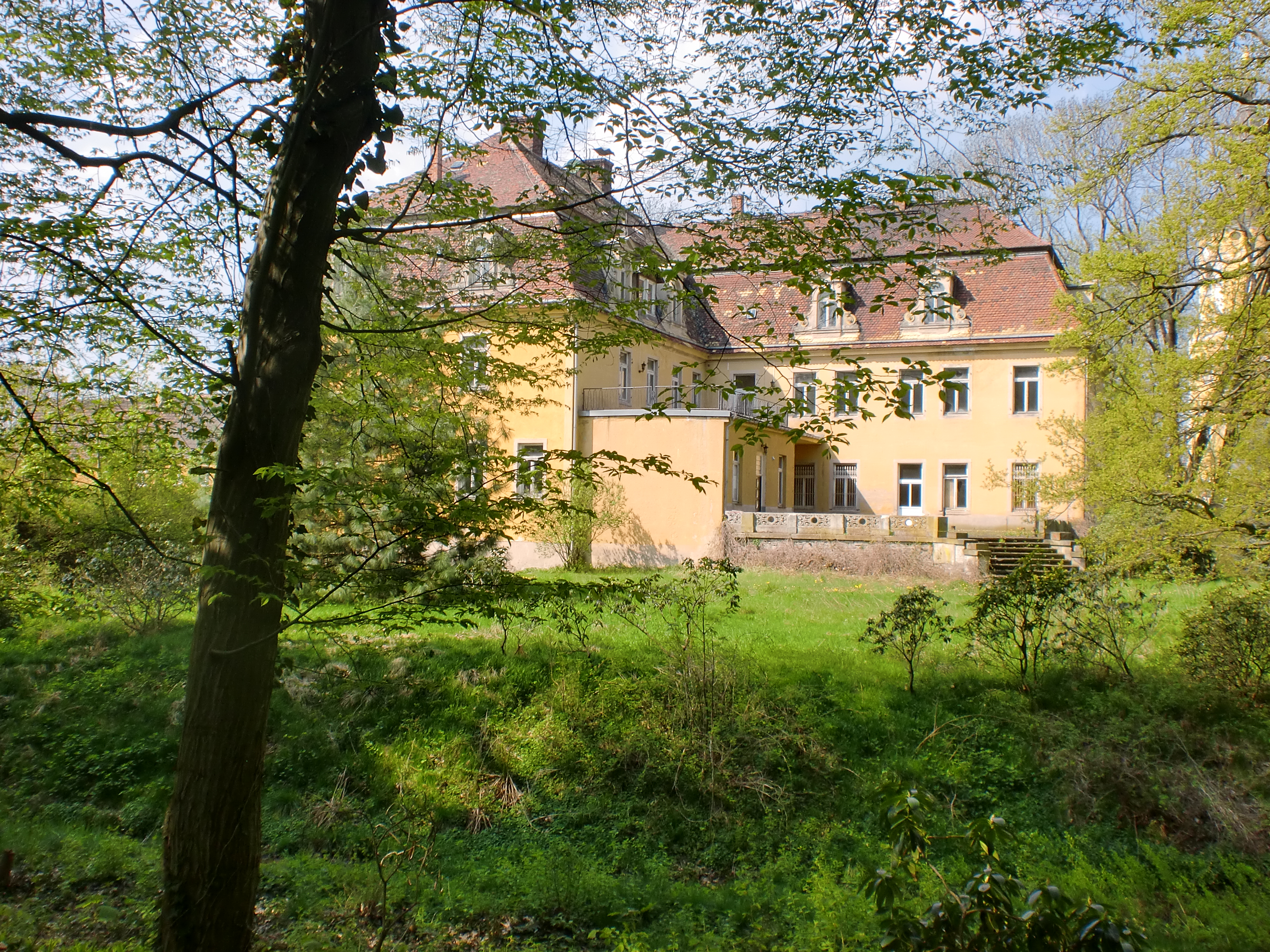
Blick vom Wallgraben zum Schloss Börln mit Schlossterrasse und Schlossgarten

Das ehemalige barocke Jagdschloss wurde als dreiflügeliges Gebäude erbaut und die letzte Neugestaltung fand im Jahr 1880 statt. Dabei erhielt das Gebäude eine „L-Form“. Zwischen 1945 und 2002 wurden alle Kronleuchter, Kaminöfen und sonstige historische Gegenstände entfernt. Es blieb lediglich ein einziger Kamin in der Eingangshalle sowie ein hölzerner Schrank im 3. Obergeschoss zurück.
Im Jahr 2004 wurde im hinteren Bereich der Empfangshalle die asymmetrische Treppe mit den entsprechenden Tür- und Fensterbögen freigelegt. Der einst in weiß gehaltene Treppenaufgang wurde von einem roten Teppich abgeschlossen und geht heute wie damals im 1. Obergeschoss in eine vertäfelte Diele mit einer massiven reich verzierten Eichentreppe über. Die Empfangshalle soll einst durch eine malerisch verzierte Decke überspannt worden sein. Im Salon der 1. Etage, direkt über der Empfangshalle, wurden Wand- und Deckenmalereien aus dem Jahr 1620 gefunden. Zahlreiche Zimmer im 1. Obergeschoss verfügen über Eichentüren aus der Gründerzeit. Während eine Vielzahl von Räumen über Stuckdecken verfügen, sind andere Räumlichkeiten mit gut erhaltenen Holzvertäfelungen ausgestattet. An der nördlichen Außenseite des Schlossflügels wurde in der Mitte des 20. Jahrhunderts für das Feierabendheim ein Fahrstuhl angebaut.
Die auf einem einfachen Gewölbekeller ruhende Schlossterrasse wurde bis in die Mitte des 20. Jahrhunderts von einer mit Wein umrankten Pergola angeschlossen. Diese bildete mit der Sandstein-Balustrade eine Einheit. Die 10-stufige Sandsteintreppe führt in den Schlossgarten und zur „Bismark-Eiche“.

### Kavaliershäuser „Inspektorhaus“ und „Gärtnerhaus“

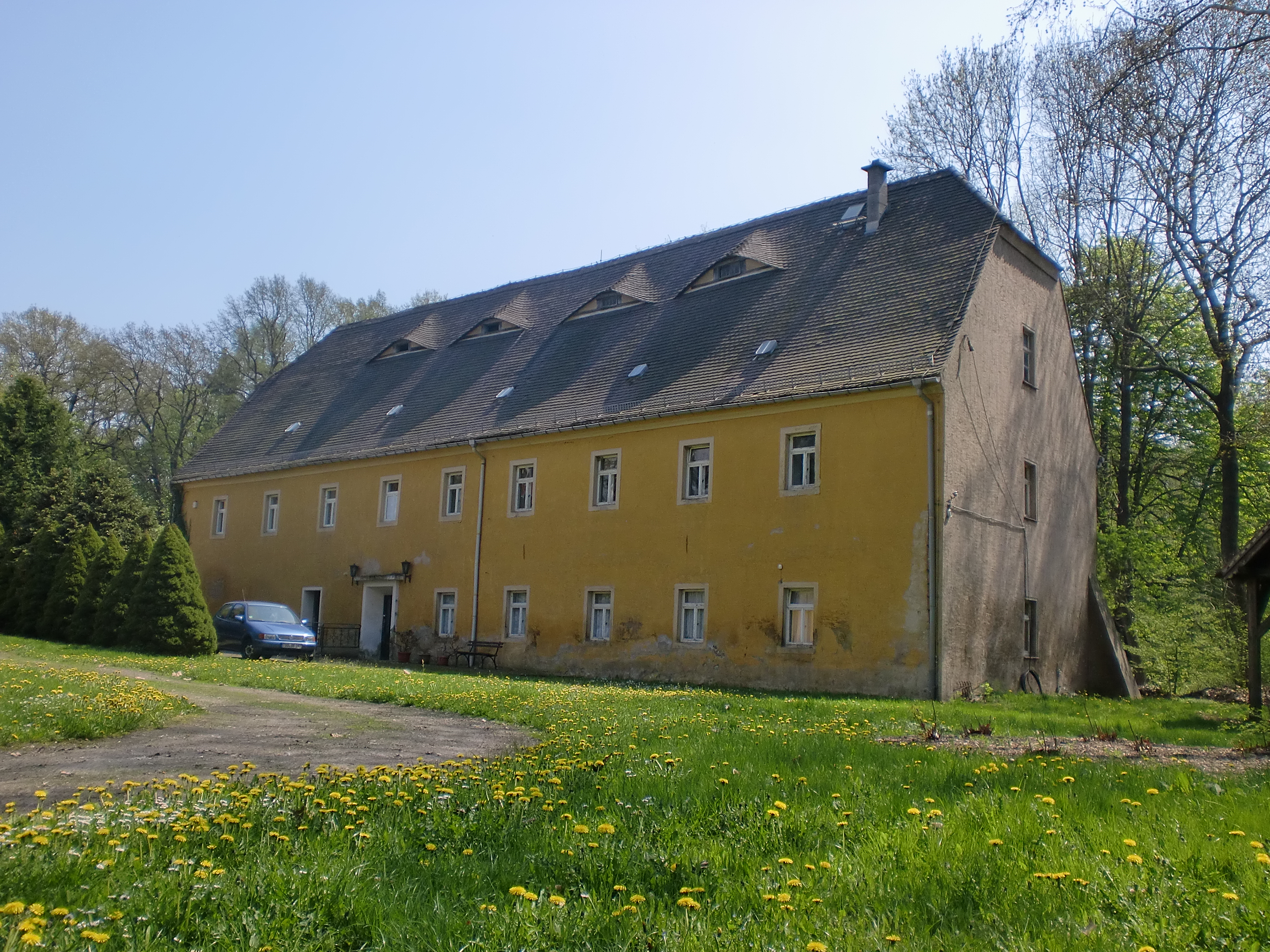
Das Kavaliershaus „Gärtnerhaus“ am Südrand des Ehrenhofes

Die beiden Kavaliershäuser, die bereits 1617 vorhanden waren, liegen jeweils an der Nord- bzw. Südseite des Ehrenhofes und dienen heute wie damals als Wirtschaftsgebäude und Wohnungen.

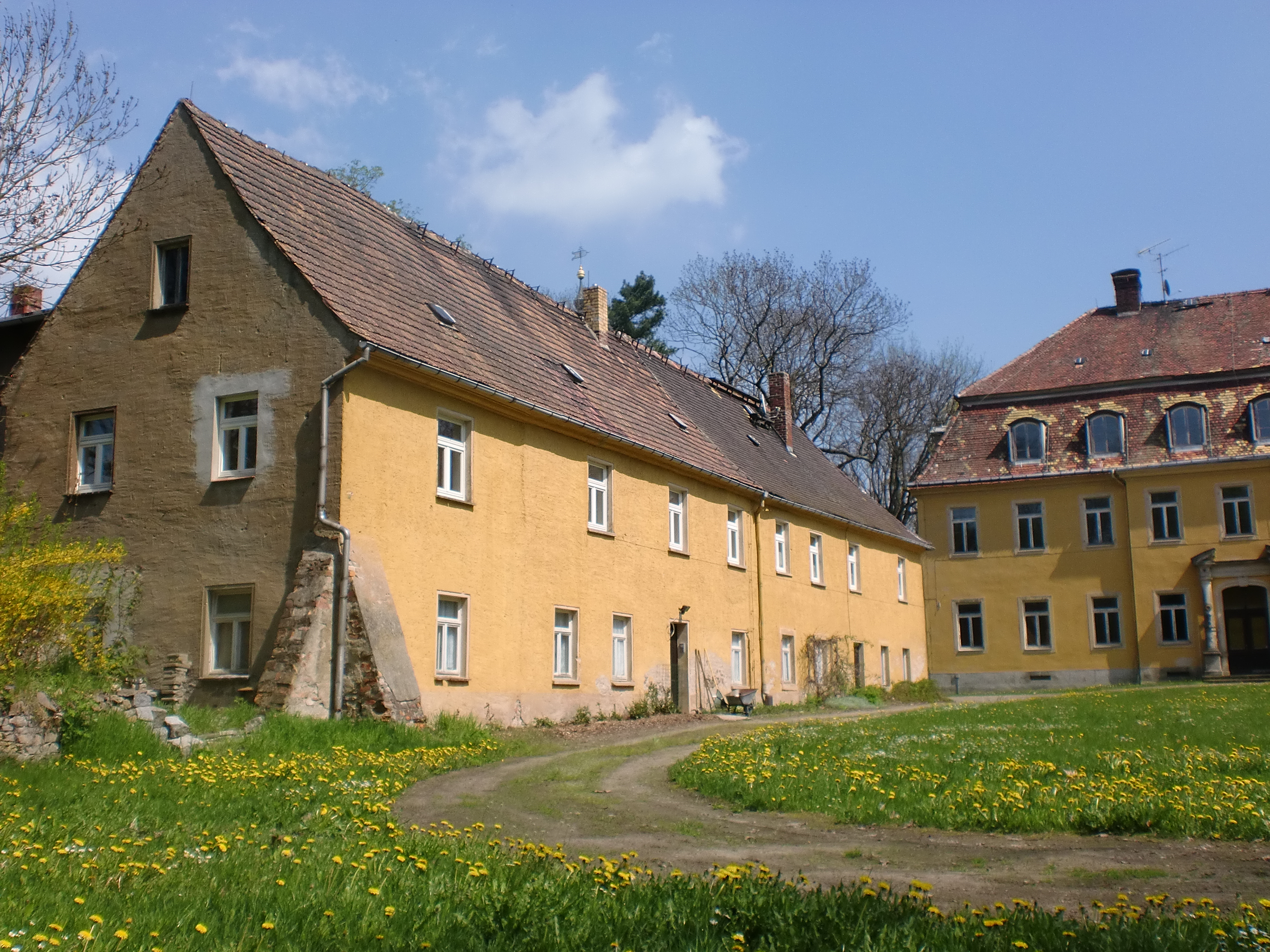
Das Kavaliershaus „Inspektorhaus“ am Nordrand des Ehrenhofes

Das „Inspektorhaus“ diente bis 1945 als Wohnung des Inspektors sowie des Kutschers (Chauffeur) sowie als Wäscherei. Später wurde im Gebäude eine Heimleiterwohnung, eine Angestelltenwohnung, eine LPG-Küche, eine Nähstube sowie ein Jugendklub eingerichtet. Dachstuhl sowie zahlreiche Balken wurden im Auftrag des Besitzers restauriert und heute sind die Inspektor- und Kutscherwohnungen grundsaniert.
Das „Gärtnerhaus“ enthielt im Erdgeschoss die Remise und eine Kapelle, die als Stallung und Lager benutzt wurde. Im östlichen Teil des Obergeschosses wohnte die Gärtnerfamilie und im westlichen Teil wurde früher die Ausrüstung für die Pferde gelagert. Im Untergeschoss des Gärtnerhauses, an der Ostseite, befindet sich ein alter Gewölberaum mit einem Andreaskreuzgewölbe, der wieder zu einer Pilgerkapelle restauriert wird. In den 1980er Jahren wurde der Gewölberaum für das Feierabendheim zum Kaffeeraum mit kleiner Küche umgebaut.

### Schlossgarten und Schlosspark

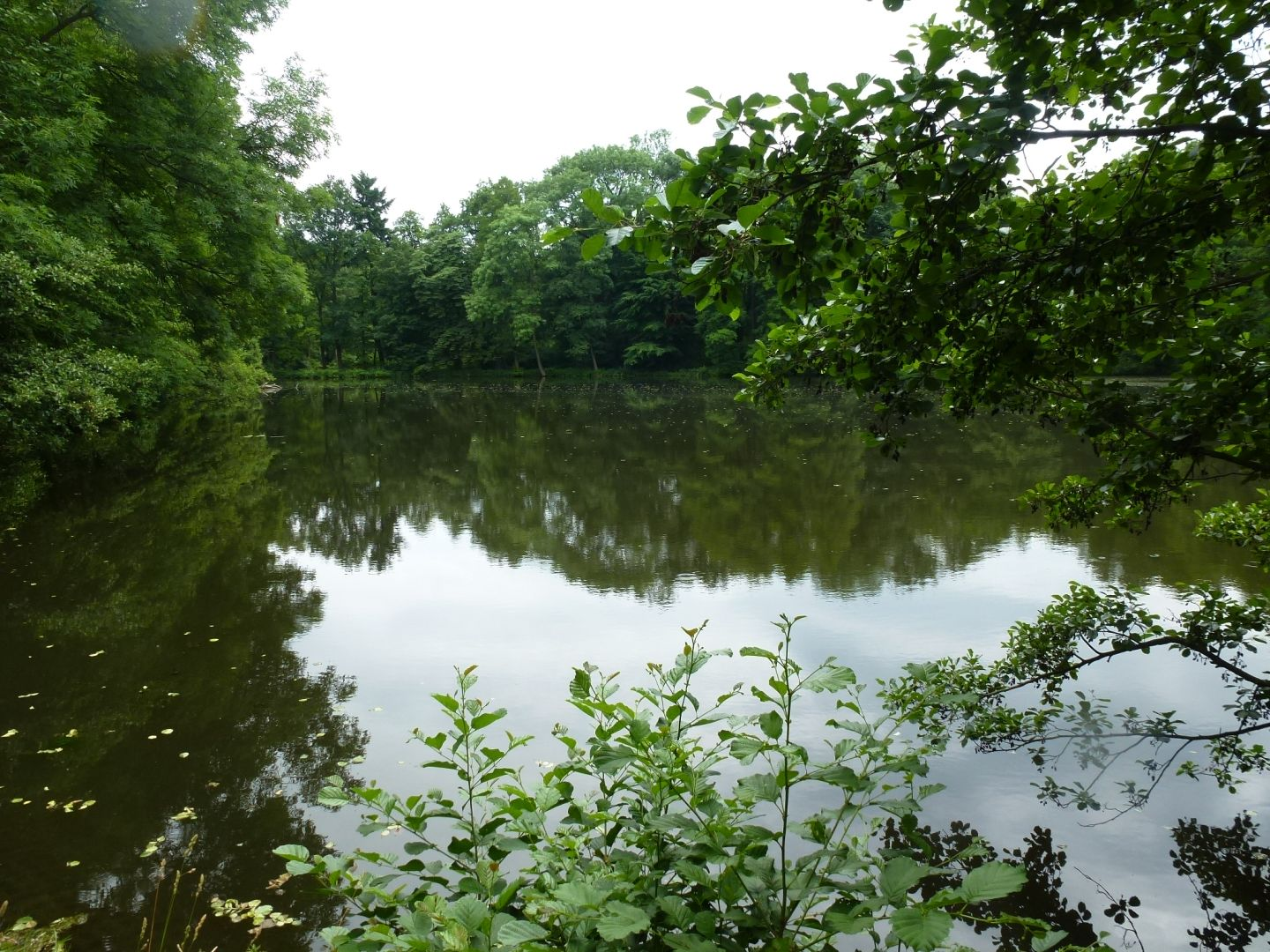
„Hainteich“ mit Blick Richtung Süd-Westen

An den Schlossgarten schließt direkt der Schlosspark mit dem „Hainteich“ an, der von einem kleinen aus Bortewitz kommenden Graben gespeist wird. Vom ehemals 135.000 Quadratmeter umfassenden Schlosspark gehören heute etwa 20.000 Quadratmeter zum privaten Schlossareal. Die Flurkarte 1617 vermerkt östlich vom Schloss einen barocken „Thaugarten“. Der Park wurde später als Englischer Landschaftsgarten angelegt. In den letzten fünf Jahren vor seinem Tod pflegte Graf Julius von Zech-Burkersroda dieses Areal fast alleine.
Vor der Schlossterrasse steht die am 1. April 1895 zu Ehren von Bismarcks 80. Geburtstag geweihte circa 300 bis 400 Jahre alte „Bismarck-Eiche“ mit einem Stammumfang von rund 4,72 m (2015). Der wohl älteste Baum des Parks, eine wahrscheinlich 400 bis 500 Jahre alte Eiche an der Südwestseite des Parkareals an einer Schüttdeponie, besitzt mit rund 5,19 m (2015) den größten Durchmesser im gesamten Forstrevier Taura.
Die durch den Schlosspark verlaufenden Wassergräben dienen der Entwässerung der angrenzenden Felder. Am östlichen Rand grenzt der Park an einen Reiterhof; am südlichen Rand ein Reitturnier-Platz und am südwestlichen Rand der Sportplatz mit Turnhalle.

### Flora und Fauna

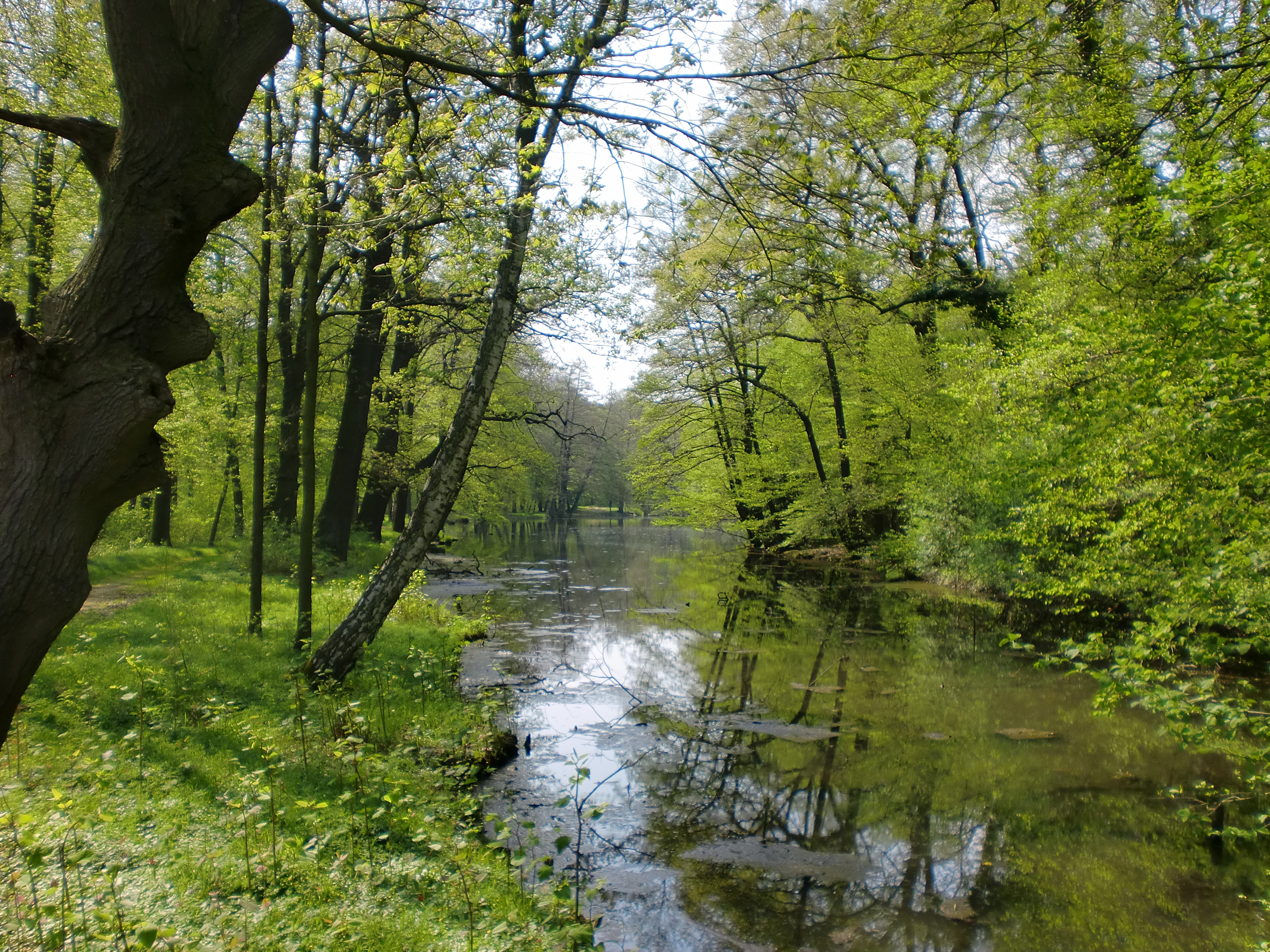
Blick von einer der Schlossparkbrücke über den Hainteich Richtung Westen

Zum Baumbestand zählen mehrere alte Eichen, darunter eine am 1. April 1895 geweihte Bismarckeiche mit Gedenkstein aus Sandstein, alte Platanen, Lärchen, Weymouth-Kiefern, ein circa 200 bis 250 Jahre alter Tulpenbaum der Art L. tulipifera, Kastanien sowie Pappeln und weitere. Es finden sich Frühjahrsblüher im Schlossgarten und Schlosspark. Der Park war bis Kriegsende für seine Rhododendren, Azaleen und griechischen Eiben berühmt.
Zur Fauna des Schlossgartens und Schlossparks zählen heute neben Karpfen, Lärchen und Stockenten auch ein Schwanenpärchen. Ein Storchenpärchen nistet auf dem Schornstein des ehemaligen DDR-Heizhauses des Schlosses. Neben Singvögeln nutzen Graureiher den „Hainteich“ als Futterquelle.

### Ehemalige Orangerie
Zwischen dem ehem. Heizhaus und der Dorf-Kirche liegt die ehemalige Orangerie am östlichen Rand des Schlossparks. Ein exaktes Baujahr konnte bis heute nicht festgestellt werden. Auf einer Flurkarte von 1807 ist kein Gebäude an dieser Stelle ersichtlich; 1800 bis 1811 kaufte Jacob von Pfister einer Parzelle vom Kirchhof in Börln. Jedoch stand die Orangerie bereits im Jahr 1879. Auf einem Kupferstich aus dem Jahr 1834 konnte das Dach des Gebäudes identifiziert werden. Das Gebäude ist demnach zwischen den Jahren 1807 und 1834 gebaut worden.
Die Orangerie weist Ähnlichkeiten zur Orangerie des Schloss Oranienbaum auf, so das Walmdach und vor allem die viereckige Form der Stuckarbeiten.
Bis zum Jahr 1945 wurde die Orangerie durch den Schlossgärtner bewirtschaftet, später dann von der ortsansässigen LPG.
Die Orangerie ist im Besitz des Schlosseigentümers und Teil des Schlossensembles.

## Weitere historische Bauwerke im Dorf Börln

### Evangelisch-Lutherische Kirche

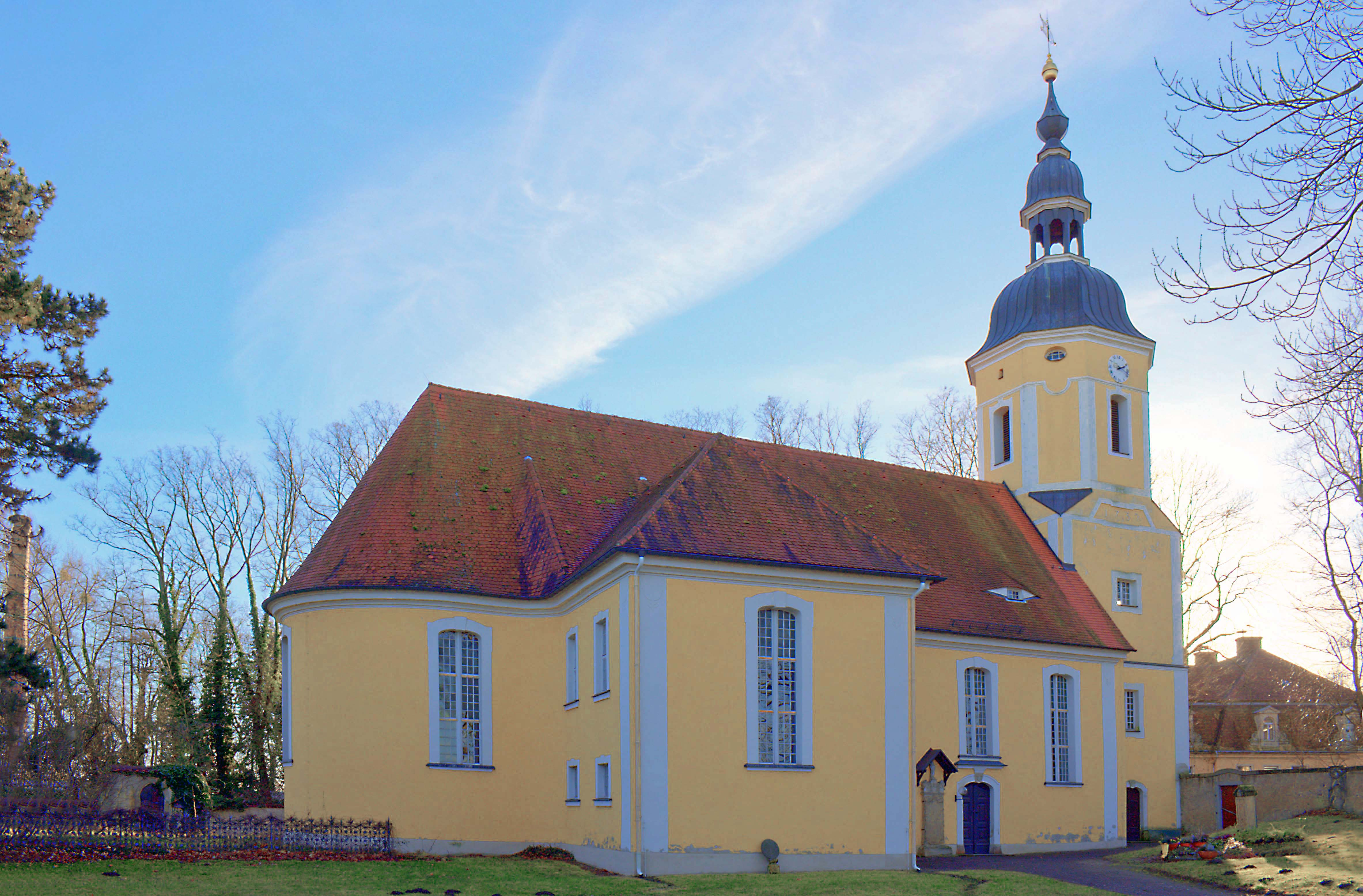
Ev.-Luth. Dorf-Kirche

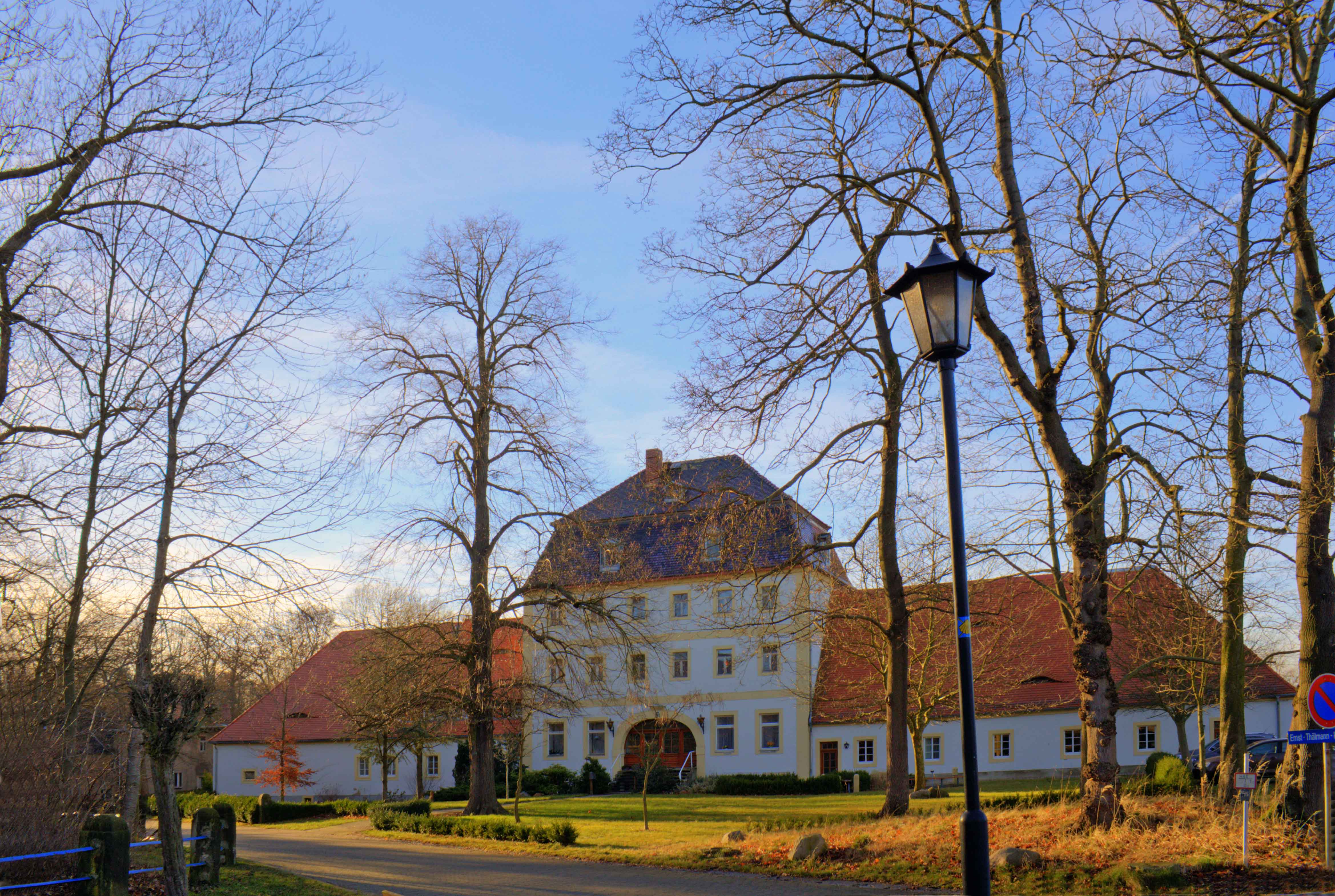
Gutspächterhaus (nicht auf dem Schlossareal)

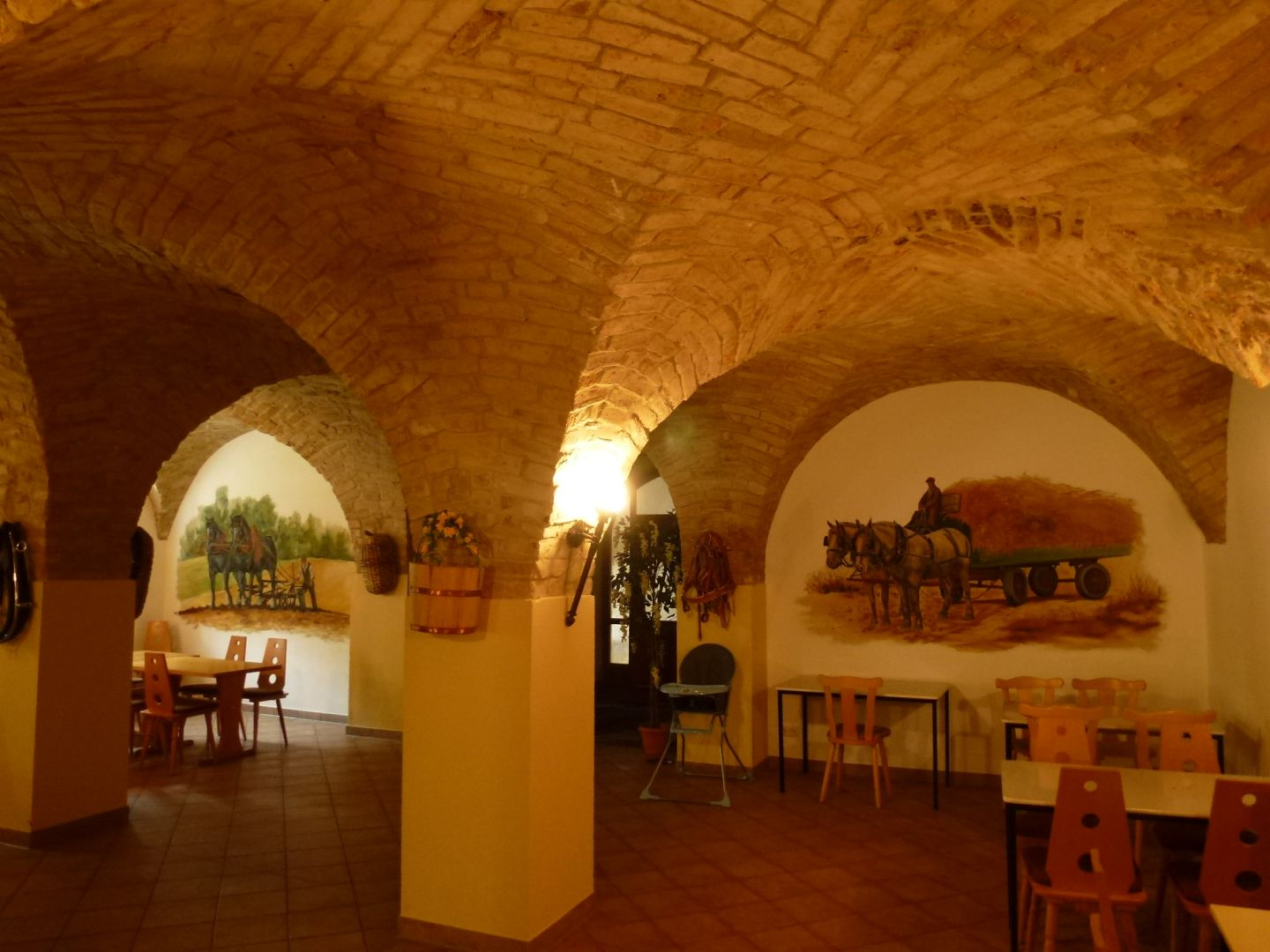
Andreaskreuzgewölbe im Gutspächterhaus

Die erste Kirche wurde 1346 erwähnt und fiel vermutlich den Hussitenkriegen zum Opfer. Deshalb entstand im 14. Jahrhundert eine neue Kirche, die von 1609 bis 1610 vergrößert wurde und einen Turm erhielt. Die jetzige barocke Gestalt geht auf das Jahr 1732 zurück.
Zwischen 1861 und 1862 bekam die Kirche eine neugotische Innenausstattung einschließlich Kanzel und Taufstein. Die 1886 vom Dresdener Hoforgelbauer Carl Eduard Jehmlich geschaffene Orgel war sein 50. Werk. Einen großen Teil des heute noch vorhandenen Inventars stifteten die Familie von Döring und die Gräfin von Zech-Burkersroda. Von letzterer stammt u. a. das Glasfenster hinter dem Altar, das sie anlässlich des Todes eines Kindes der Grafenfamilie stiftete.
Neben dem Haupteingang der Kirche befindet sich auf der linken Seite ein Gedenkstein für einen ermordeten Kaufmannssohn aus Liegnitz in Schlesien. Er wurde im Jahr 1684 zwischen Börln und Dahlen ermordet. Sein Vater ließ zur Erinnerung daran einen Gedenkstein setzen.
Bis zum Jahr 1604 befand sich auf dem Gelände des Kirchhofes der Friedhof der Gemeinde. Der derzeitige Friedhof befindet sich samt Trauerhalle heute am Ortsausgang Richtung Bortewitz.
Nach der friedlichen Revolution begannen 1990 die Sanierungsarbeiten an der Kirche. Auch die Orgel wurde restauriert und am 19. September 1995 wieder eingeweiht. Von 1539 bis einschließlich Januar 2001 waren 30 Pfarrer im Amt. Die Einführung der Reformation 1539 in Börln wurde mit dem Wechsel der zuständigen Superintendentur von Wurzen nach Oschatz vollzogen.
Zwischen der Kirche und dem Gutshaus liegt noch heute der 2001 restaurierte einstige Eiskeller des Ortes.
Zwischen 2012 und 2013 bekam die Kirchturmuhr ein neues Uhrwerk.

### Gutspächterhaus
Das sogenannte Gutspächterhaus wurde vom damaligen Gutsherrn Baron von Pfister als Gerichtsgebäude erbaut, in dem bis 1845 die Patrimonialgerichtsbarkeit ausgeübt wurde. Später wurde es als Wohnung für den Gutspächter und Sitz der Gutsverwaltung genutzt.
Im linken Gebäudeteil wurde Anfang des 21. Jahrhunderts eine Wohnung eingerichtet. Im rechten Gebäudeteil (ehem. Pferdestall) befindet sich heute ein Veranstaltungsraum mit einem gut erhaltenen Kreuzgewölbe.

### Ehemalige Dorfschule
Die einstige Dorfschule im Ortskern am Ernst-Thälmann-Platz wurde 1878 erbaut. Im Gebäude befanden sich vier Klassenzimmer und ein Lehrerzimmer. Nach der Schließung von Schule und „Dorf-Bibliothek“ befindet sich seit 2008 die gemeinnützige Stiftung Herzensbildung mit der „Schule des Herzens“ in den Räumlichkeiten.
2007 wurde eine Keramikwerkstatt eröffnet. Es finden Seminare, Töpferkurse, Feriencamps und offene Veranstaltungen zum Thema Herzensbildung auf dem Gelände statt.